# گزیدر (کنارک)
گزیدر یک روستا در ایران است که در استان سیستان و بلوچستان واقع شده‌است. گزیدر ۲۲۸ نفر جمعیت دارد.